# Rab (dignitaire punique)
Pour les articles homonymes, voir Rab.
Le rab désigne un dignitaire de l'ancienne cité punique de Carthage. Cette dignité est vraisemblablement liée à l'institution du Conseil des Anciens instaurée par la constitution de Carthage.
Un cimetière dit « des Rabs » a été mis au jour sur la colline de Borj Jdid et se caractérise par la richesse du mobilier funéraire découvert, dont deux sarcophages anthropomorphes désormais exposés au musée national de Carthage.